# Maria Michi
Maria Michi, née le 14 mai 1921 à Rome dans la région du Latium et morte le 7 avril 1980 à Grottaferrata dans la même région, est une actrice italienne. Elle est notamment connue pour ses rôles dans les films Rome, ville ouverte (Roma città aperta) et Païsa (Paisà) du réalisateur Roberto Rossellini.

## Biographie
Maria Michi naît à Rome en 1921. Elle travaille comme secrétaire dans un cabinet d’avocats puis comme ouvreuse au théâtre Quattro Fontane. Elle débute par de petits rôles dans ce théâtre, sous la direction de Sergio Tofano et de Diana Torrieri (it). Elle joue ensuite avec Anna Magnani et Totò dans la pièce Con un palmo di naso sous la direction de Michele Galdieri (it).
Par l’entremise de son compagnon, le scénariste italien Sergio Amidei, elle fait la rencontre de Roberto Rossellini. Ce dernier lui offre un premier rôle au cinéma, celui de Marina Mari dans le film Rome, ville ouverte (Roma città aperta). Artiste de music-hall toxicomane, elle est la maîtresse de Manfredi (Marcello Pagliero), un chef de la résistance italienne. Elle finit par dénoncer son amant aux Allemands pour assouvir sa dépendance à la drogue et le condamne ainsi à la mort. L’année suivante, elle joue le rôle d’une prostituée amoureuse d’un soldat américain (joué par Gar Moore) dans le segment Rome du film Païsa (Paisà) de Roberto Rossellini. Succès en Italie, ces films marquent symboliquement la naissance du mouvement du cinéma néoréaliste dans ce pays.
En 1947, dans le film dramatique La Fille maudite (Preludio d'amore) de Giovanni Paolucci (it), elle interprète le personnage d’une amante abandonnée qui se donne la mort. Elle apparaît ensuite dans un autre drame, le film Le baiser fatal (Fatalità) de Giorgio Bianchi. Épouse d’un entrepreneur prospère (Massimo Girotti), elle cède dans un premier temps aux avances de Renato (Amedeo Nazzari), un capitaine de navire qui lui propose de partir à l’étranger, avant de se rétracter, sans pour autant parvenir à cacher cette relation à son mari. Elle partage ensuite l’affiche du film Symphonie humaine (L'altra) de Carlo Ludovico Bragaglia avec Fosco Giachetti, Blanchette Brunoy et Marcello Pagliero. En 1948, elle prend part au film La Chartreuse de Parme de Christian-Jaque, une adaptation du roman de Stendhal La Chartreuse de Parme dans lequel elle joue le rôle de Marietta, la comédienne.
Elle se marie en septembre 1949 avec le prince Augusto Torlonia. Elle quitte le monde du cinéma pour le théâtre, jouant notamment pour la compagnie de Guido Salvini. Elle fait un retour au début des années 1960 au cinéma, sans retrouver la gloire de ses rôles dans les productions de Rossellini. Dans le film Le Dernier Tango à Paris (Ultimo tango a Parigi) de Bernardo Bertolucci, elle joue le rôle de la mère de Rosa (Veronica Lazar), l’épouse décédée du personnage de Paul joué par Marlon Brando. Elle obtient également des rôles secondaires dans des productions des réalisateurs Claude Chabrol, Mauro Bolognini, Eriprando Visconti, Luigi Bazzoni ou Peter Del Monte.
Retirée à Grottaferrata, elle y décède à l’âge de 58 ans.

## Filmographie

### Au cinéma
- 1945 : Rome, ville ouverte (Roma città aperta) de Roberto Rossellini
- 1946 : Païsa (Paisà) de Roberto Rossellini
- 1947 : La Fille maudite (Preludio d'amore) de Giovanni Paolucci
- 1947 : Le Baiser fatal (Fatalità) de Giorgio Bianchi
- 1947 : Symphonie humaine (L'altra) de Carlo Ludovico Bragaglia
- 1948 : La Chartreuse de Parme de Christian-Jaque
- 1961 : La Loi de la guerre (Legge di guerra) de Bruno Paolinelli
- 1969 : La Religieuse de Monza (La monaca di Monza) d'Eriprando Visconti
- 1970 : La Rupture de Claude Chabrol
- 1970 : Mont-Dragon de Jean Valère
- 1972 : Le Dernier Tango à Paris (Ultimo tango a Parigi) de Bernardo Bertolucci
- 1972 : Jeux particuliers (Cosa avete fatto a Solange?) de Massimo Dallamano
- 1973 : Blu Gang de Luigi Bazzoni
- 1973 : Le Salopard (Senza ragione) de Silvio Narizzano
- 1973 : Squadra volante uccideteli... senza ragione de Silvio Narizzano
- 1975 : Vertiges (Per le antiche scale) de Mauro Bolognini
- 1975 : Irène, Irène (Irene, Irene) de Peter Del Monte
- 1976 : Salon Kitty (Salon Kitty) de Tinto Brass

### À la télévision

#### Téléfilms
- 1973 : Le ultime lettere di Jacopo Ortis de Peter Del Monte

#### Séries télévisées
- 1974 : Dedicato a un medico

## Source
- Roberto Poppi et Enrico Lancia, Le attrici, Rome, Gremesse, 2003 (ISBN 88-8440-214-X), p. 150.